# دارت الأيام (مسلسل)
دارت الأيام، مسلسل تلفزيوني كويتي يتكون من 30 حلقة، كتبته فجر السعيد، وأخرجه عبد العزيز المنصور العرفج. وتدور أحداث العمل في زمنين مختلفين، الأول في الكويت في أواخر الخمسينيات وأوائل الستينيات وهي الحلقات السبع الأولى، والثانية الكويت في أواخر السبعينات وأوائل الثمانينات، وهي من الحلقة الثامنة إلى نهاية المسلسل. وقد صورت الحلقات السبع الأولى من المسلسل في الإمارات العربية المتحدة بسبب توفر أماكن تراثية قديمة فيها.

## ملخص قصة المسلسل
تدور الأحداث حول التاجر «بو ناصر» الذي يملك كل شيء من مال واسم ولا ينقصه سوى وجود ابن ذكر يحمل اسمه، حيث إنه لديه من زوجته «شريفة» ابنتين هما «مريم» و«حصة»، وكان ينتظر مولودًا جديدًا وكان عاقد الأمل أن يكون المولود ذكرًا، لكن المولود كان انثى والتي اسماها «لولوة». وبسبب ما يقوم به بعض منافسيه بالتجارة بتعييره كونه «أبو البنات» وليس لديه ابن ذكر كي يكنى «بأبو ناصر» ينصحه أصدقائه بالزواج من ثانية كي تنجب له الولد، فيقرر البحث عن زوجة أخرى بمساعدة من «بو دعيج» التاجر المعروف والذي كان أحد من أقنعه بالزواج الثاني، وفي ذات الوقت كان «بو سعود» العامل لديه يحلم بتزويج ابنته «موضي» من «بو ناصر» على الرغم منه متفق مع «سالم» ابن أخيه على زواجهما وابنته وابن أخيه يحبون بعض، إلا إنه يقوم مع زوجته «سارة» بعمل خطط كي تتزوج «موضي» من «بو ناصر»، وتنجح هذه الخطط ويتزوجان ويؤدي هذا الزواج إلى زعل «شريفة» زوجة «بو ناصر» الأولى والتي شعرت بالإهانة وذلك لأن «موضي» من أسرة متواضعه والدها يعمل أجير لديهم ووالدتها تخدم بالمنازل وأيضًا إنها تقوم بقراءة الطالع، وبسبب هذا الزعل فإنها لا تقوم باخباره بأنها حامل إلى أن يكتشف هذا بعد ذلك، كما إن «موضي» تحمل وتصبح المنافسة بينهما بمن ينجب الولد أولًا. يمرض والد «شريفة» فتنتقل مع أبنائها إلى منزله كي تبقى بجانبه إلى أن توفي، وبعد وفاته ترفض العودة لمنزل «بو ناصر». وتمر الأيام وتلد «شريفة» وتنجب ولد ذكر فرح به «بو ناصر» جدًا كونه أصبح له ولدًا وإن «ناصر» قد أتى أخيرًا، إلا أن «شريفة» ترفض أن تسميه ناصر وذلك لأن بفترة حملها وحمل «موضي» كان «بو ناصر» يسمي «موضي» «أم ناصر» ولذلك قررت تسميته «جاسم» على اسم والدها ولم يستطع «بو ناصر» بأن يقنعها بتسميته ناصر، وتقرر «شريفة» البقاء مع أبنائها بمنزل والدها وعدم العودة لمنزل «بو ناصر». وتلد بعد ذلك «موضي» وتنجب ولدًا أسماه والده «ناصر». وتمر الأحداث ويكبر الأبناء ويظهر الفرق بالحياة بين أبناء «بو ناصر» من «شريفة» وأبنائه من «موضي» واضح، حيث إن أبناء «شريفة» يعيشون حياة عادية وغير مستمتعين بأموال والدهم، وعلى النقيض يعيش «ناصر» و«سارة» أبنائه من «موضي» الذين يتوفر لهم كل شي.

## الممثلين وشخصياتهم
| الممثل             | الشخصية التي يؤديها  |
| ------------------ | -------------------- |
| محمد المنصور       | بدر الراسي «بو ناصر» |
| حسين المنصور       | سعود                 |
| خالد العبيد        | بو سعود              |
| سعاد علي           | سارة «أم سعود»       |
| طيف                | شريفة «أم جاسم»      |
| فاطمة الحوسني      | موضي «أم ناصر»       |
| زهرة الخرجي        | مريم بدر الراسي      |
| أحلام حسن          | حصة بدر الراسي       |
| هبة الدري          | لولوة بدر الراسي     |
| خالد البريكي       | جاسم بدر الراسي      |
| مشاري البلام       | ناصر بدر الراسي      |
| منى شداد           | سارة بدر الراسي      |
| علي جمعة           | سالم                 |
| محمد الجناحي       | بو دعيج              |
| منصور المنصور      | بو عبد الرزاق        |
| عائشة عبد الرحمن   | أم عبد المحسن        |
| منصور حسين المنصور | سعود «الصغير»        |

## هوامش
- تم ترشيح أكثر من فنانة لأداء شخصية (شريفة)، حيث في البداية رشحت سعاد عبدالله، ثم البحرينية أحلام محمد ثم هيفاء عادل ثم السعودية مريم الغامدي ثم الإماراتية سميرة أحمد، وجميعهن اعتذرن لأسباب مختلفة، إلى أن تم الاستقرار على طيف لأداء الشخصية.
- صورت الحلقات السبع الأولى والتي تمثل سنوات الخمسينات في الإمارات، بينما صورت بقية الحلقات في الكويت.